# Renaissance Center
Het Renaissance Center, ook bekend als het GM Renaissance Center, is een groep van zeven met elkaar verbonden wolkenkrabbers in Detroit, Michigan. Het complex is eigendom van General Motors en wordt gebruikt als haar wereldhoofdkwartier. De wolkenkrabbers maken onderdeel uit van het Detroit International Riverfront.

## Geschiedenis
De middelste toren is met 221,5 meter het hoogst en geheel in gebruik als hotel, het Detroit Mariott at the Renaissance Cente. De vier torens eromheen tellen 39 verdiepen en zijn elk 159 meter hoog. Er zijn kantoren gevestigd in deze torens. Het eerste deel van het complex werd in 1977 in gebruik genomen. Twee andere torens, bekend onder de naam Tower 500 en Tower 600, gingen open in 1981. Deze torens zijn beiden 103 meter hoog. In totaal telt het complex meer dan een half miljoen vierkante meter aan bedrijfsruimte. Er werken meer dan tienduizend mensen in het Renaissance Center, waarvan meer dan zesduizend voor General Motors. Verder herbergt het complex verschillende restaurants en een groot aantal winkels.
Een belangrijke initiatiefnemer achter het project was Henry Ford II. De architect van het Renaissance was John Portman. De bouw werd grotendeels gefinancierd door de Ford Motor Company. De totale kosten kwamen op ongeveer een half miljard dollar. Een belangrijk doel van het project was om de economie van Detroit de revitaliseren.
De Republikeinse Conventie werd in 1980 gehouden in Detroit. Oud-president Gerald Ford en Ronald Reagan, op dat moment de Republikeinse genomineerde voor het presidentschap en later verkozen als president, verbleven in het Renaissance Center.
De Detroit People Mover, een lightrail door downtown Detroit, was in 1987 afgebouwd. Er is ook een halte die het Renaissance Center aandoet.
Aanvankelijk was een groot deel van het complex in gebruik door de Ford Motor Company. General Motors kocht het complex in 1996 en stak een half miljard dollar in de renovatie van de gebouwen en de omgeving. Zo werden er aan de rivierzijde de Wintertuinen aangelegd.
Het Renaissance Center komt regelmatig in films voor, zoals Grosse Pointe Blank en Out of Sight. Bovendien maakt het een belangrijk onderdeel uit van de skyline van Detroit. Het gebouw staat vaak prominent op foto's die vanuit het Canadese Windsor worden gemaakt.